# Unova
Unova (Japans:Isshu) is een fictieve regio in de Pokémonwereld, die voorkomt in de serie en de videospellen Pokémon Black en White en Pokémon Black 2 en White 2. De precieze locatie in de Pokémonwereld is onbekend. Wel is bekend dat het ver van de andere regio's vandaan ligt.
De regio bevat onder andere diverse dorpen en steden (zoals Castelia City en Nimbasa City), en kent slechts enkele waterwegen. Het is een gevarieerde regio, met een kasteel, vijf grote bruggen, een woestijn, bossen, grotten, een museum en een aantal legendarische Pokémon. De bekendste zijn Zekrom (in de spellen te vangen in Pokémon White) en Reshiram (te vangen in Pokémon Black). In deze regio is er een criminele bende actief, genaamd Team Plasma. In de videospellen gaat de speler de confrontatie met deze groep aan en moet hij deze verslaan.
Black & White en Black 2 & White 2 bevatten in tegenstelling tot hun voorgangers verschillende seizoenen, die bepaalde elementen van het spel beïnvloeden. Elke maand verandert het seizoen van het spel.
De starterpokémon die in de spellen van Unova gekozen kunnen worden zijn Snivy, Tepig en Oshawott.

## Gymleiders
Net als Kanto, Johto, Hoenn en Sinnoh heeft Unova acht gymleiders.

### Black & White
De eerste gymleider en hun type Pokémon wordt bepaald door welke starterpokémon er is gekozen. De laatste ligt aan welke versie de speler speelt.
- Cilan, Chili of Cress in Striaton City (gras, vuur of water)
- Lenora in Nacrene City (normaal)
- Burgh in Castelia City (insect)
- Elesa in Nimbasa City (elektrisch)
- Clay in Driftveil City (grond)
- Skyla in Mistralton City (vlieg)
- Brycen in Icirrus City (ijs)
- Drayden (Black) of Iris (White) in Opelucid City (draak)

De kampioen van de regio heet Alder.

### Black 2 & White 2
- Cheren in Aspertia City (normaal)
- Roxie in Virbank City (gif)
- Burgh in Castelia City (insect)
- Elesa in Nimbasa City (elektrisch)
- Clay in Driftveil City (grond)
- Skyla in Mistralton City (vlieg)
- Drayden in Opelucid City (draak)
- Marlon in Humilau City (water)

De kampioen van de regio heet Iris.